# Patrice Gaille
Patrice Gaille (15 aprile 1956) è un ex schermidore svizzero, vincitore di tre medaglie d'argento e due di bronzo ai campionati mondiali di scherma.